# ريك كونينغهام (لاعب هوكي الجليد)
ريك كونينغهام هو لاعب هوكي الجليد كندي، ولد في 3 مارس 1951 في تورونتو في كندا.

## وصلات خارجية
- ريك كونينغهام على موقع EliteProspects.com (الإنجليزية)
- ريك كونينغهام على موقع HockeyDB.com (الإنجليزية)
- ريك كونينغهام على موقع أوليمبيديا (الإنجليزية)